# Sékou Ahmad Touré
Sékou Ahmad Touré (Faranah, 1922. január 9. – Cleveland, 1984. március 26.) guineai politikus, költő. A független Guinea első elnöke 1958 és 1984 között.

## Élete
Touré a mandinka etnikai csoporthoz tartozó muszlim család szülötte volt. Apja Alpha Touré, aki Szudánból érkezett Guineába szerencsét próbálni. Touré állítólag 1922. január 9-én született az akkor francia gyarmat Francia-Guinea területén, Faranah településen. Bár apja bevándorló volt, anyja révén állítólag a helyi arisztokrácia tagjai és a híres szabadságharcos, Samory Touré, leszármazottja volt, aki fogságba eséséig ellenállt a francia megszállásnak. Tanulmányait a helyi iskolában végezte, ahol már korán szembekerült a hatóságokkal: a tanárral szemben engedetlenségi mozgalmat szervezett, megtagadta a francia történelem tanulmányozását, stb. Emiatt megtagadták tőle, hogy a helyi gimnáziumban (école primaire superieure Camille Guy) folytassa tanulmányait, ehelyett a Georges Poiret szakközépiskolába került. A második iskolaévben azonban összeszólalkozott a felügyelőkkel, és hamarosan otthagyta az iskolát.
Tanulmányai után, hogy magát eltartsa, a postánál (Postes, télégraphes et téléphones) kezdett dolgozni, ahol hamarosan a szakszervezeti mozgalom aktív tagja lett. Fiatal kora óta tanulmányozta a kommunista szerzők, filozófusok műveit, többek között Karl Marxot és Vlagyimir Iljics Lenint. A felszabadítási mozgalom jegyében született militáns versein kívül számos politikai esszét, illetve tanulmányt is közzé tett az 1960-as években. Ismertebb munkái: L'Afrique et la Revolution (Afrika és a forradalom, tanulmány, 1959); Poèmes militants (Harcias versek, 1960).

## Politikai pályafutása
Az első politikai csoport, amelynek tagja lett, a postai munkások szakszervezete volt: 1945-ben az szakszervezet alapító tagjai között volt, hamarosan a szakszervezet főtitkára lett. 1952-ben a Guineai Demokratikus Párt (Parti Démocratique de Guinée, PDG) vezetője lett, amely az afrikai gyarmatok felszabadításáért küzdő Afrikai Demokratikus Mozgalom (Rassemblement Démocratique Africain, RDA) mozgalom helyi szervezete volt. 1956-ban megszervezte a nyugat-afrikai francia gyarmatokon dolgozó fekete munkások általános szakszervezetét, az Union Générale des Travailleurs d'Afrique Noire-t. Időközben az RDA egyik vezetője lett, ahol riválisával, Elefántcsontpart későbbi elnökével, Félix Houphouët-Boigny-val dolgozott együtt. 1956-ban Guinea küldöttjeként a francia nemzetgyűlés tagja lett, és ugyanekkor megválasztották Francia-Guinea székhelye, Conakry polgármesterének. Mindkét pozíciót felhasználta arra, hogy politikai támadásokat indítson a gyarmattartó rendszer ellen.
A gyarmatosítás elleni mozgalom egyik ikonikus, karizmatikus alakjaként számos afrikai csoport képviselője volt a franciákkal folytatott tárgyalásokon. 1958-ban a Francia Unió égisze alatt rendezett népszavazáson, amelyen a függetlenség vagy a brit módra kialakított nemzetközösség között kellett választani, Touré vezetésével Guinea volt az egyetlen francia gyarmat, amely az azonnali függetlenség mellett szavazott.

„1958-ban, a népszavazás előestéjén Charles de Gaulle francia államelnök látogatást tett Guineában, ahol Touré kemény hangú beszédet intézett hozzá:

Megmondjuk önnek nyíltan, Elnök úr, hogy mik népünk követelései...Csak egyetlen lényeges követelésünk van: a méltóságunk. De a méltóság nem létezik szabadság nélkül...Ezért inkább választjuk a szabadságot szegénységben, mint a jólétet szolgaságban.
Mire de Gaulle csak ennyit válaszolt:

"A függetlenség Guinea rendelkezésére áll, de (Franciaország részéről) ennek következményei lesznek".”

Az alig egy hónappal később, 1958. szeptember 28-án (majdnem pontosan 60 évvel Touré őse, a szabadságharcos Almamy Samory Touré letartóztatása után) megtartott népszavazáson a guineaiak elsöprő többsége az azonnali függetlenség mellett szavazott: a szavazásra feliratkozott 1 408 500 választóból 1 203 875 ment el szavazni és közülük 1 136 324 (94%) szavazott a függetlenség mellett. Guinea 1958. október 2-án kiáltotta ki függetlenségét, élén Touré-val, mint köztársasági elnökkel. A francia retorziók sem maradtak el: a franciák azonnal kivonultak az országból, zűrzavart hagyva maguk után a közigazgatásban és a gazdaságban, fontos iratokat semmisítettek meg vagy vittek magukkal, lerombolták az általuk felépített infrastruktúrát és megszakították Guineával a politikai és gazdasági kapcsolatokat. Alig két év múlva, 1960-ban a többi nyugat-afrikai francia gyarmat is megkapta függetlenségét, lényegesen barátibb körülmények között.

## Guinea elnökeként
A függetlenség kikiáltása után Touré baloldali nézetei az új ország politikai életét is befolyásolták: a függetlenség kikiáltása után gyakorlatilag egypártrendszert vezettek be, majd 1960-ban hivatalosan is betiltották a pártok működését és a PDG lett az egyetlen engedélyezett párt.
Elnökségének első éveiben került sor a külföldi vállalatok államosítására, a tervgazdálkodás bevezetésére is. 1961-ben megkapta a Nemzetközi Lenin-békedíjat. A szocialista irányvonalat ellenző politikusokat letartóztatta és börtönbe vetette, vagy száműzetésbe kényszerítette. Franciaországgal megszakította a kapcsolatot, az országban maradt francia állampolgárokat kiutasította, vagyonukat elkobozta. Bár Afrikában a mai napig a gyarmati elnyomás elleni küzdelem hősének tartják, belső ellenzéke egyre nőtt a gazdasági pangás, a demokrácia hiánya és a szabad sajtó elnyomása miatt.
Az egypártrendszerrel szembeni elégedetlenséggel párhuzamosan nőtt elnöksége alatt az elnyomás: a 60-as évekre az elégedetlenkedőknek a titkos rendőrségtől, besúgóktól és internálótáboroktól kellett tartania. A legtöbb embernek csak két választása volt: belenyugodni uralmába vagy külföldre távozni. 1965 és 1975 között minden kapcsolatot megszakított Franciaországgal, mivel álláspontja szerint Afrika olyan sokat vesztett a gyarmatosítás időszakában, hogy az egyetlen lehetséges megtorlás csak az lehetett, ha függetlenségük után az afrikai államok megszakították kapcsolataikat a volt gyarmattartó hatalommal. Csak 1978-ban (miután némileg meglazultak kapcsolatai a Szovjetunióval) látogatott első ízben a független Guineába magas rangú francia politikus (Valéry Giscard d’Estaing államelnök).
A függetlenség után Touré jó kapcsolatokat ápolt a volt szocialista blokk államaival és támogatta az afrikai államok függetlenségi mozgalmait. Utóbbiak közül azonban sokan nem nézték jó szemmel a franciákkal szemben álláspontját és megszakították vele a kapcsolataikat.
Touré elsődleges szövetségesének a térségben a ghánai elnök, Kwame Nkrumah és Mali elnöke, Modibo Keïta számított. Miután 1966-ban Nkrumah-t egy katonai puccs eltávolította a hatalomból, Touré mnedéket ajánlott fel neki és (névleg) társelnökké tett. Aktívan támogatta a gyarmati felszabadításért küzdő mozgalmakat: Nkrumah-val együtt megalapították az Összafrikai Népi Forradalmi Pártot és befogadta a szomszéd Portugál-Guinea (ma: Bissau-Guinea) függetlenségéért küzdő Guinea és Zöld-fok Függetlenségéért Pártot (Partido Africano da Independência da Guiné e Cabo Verde, PAIGC). A PAIGC-nek nyújtott segítség volt a kiváltó oka az 1970-es Zöld Tenger Hadműveletnek, amelyben kis létszámú portugál erők partra szálltak Conakry-ban és megkísérelték megölni Tourét, a PAIGC elnökét, megsemmisíteni a PAIGC erőit és likvidálni Amílcar Cabralt is, a portugál guineai ellenállás vezérét (ő róla nem tudták, hogy Európában tartózkodik).
Kapcsolatát a nagyhatalmakkal inkább a pragmatizmus, mint az ideológia jellemezte: elnökségének kezdetén a Szovjetunióhoz húzott és az Egyesült Államokat mellőzte, mivel Dwight D. Eisenhower Afrika-politikájával elégedetlen volt. Azonban 1962-ben Guinea-szerte kirobbant a munkások elégedetlensége, amiért Touré a szovjeteket okolta és ekkor az USA felé fordult. John F. Kennedy elnököt "egyetlen igaz barátom"-ként jellemezte.
Kennedy meggyilkolása után ismét meglazultak a kapcsolatai az USA-val, amikor egy guineai delegáció tagjait bebörtönözték Ghánában Nkrumah hatalmának megdöntése során. Touré az amerikaiakat tartotta felelősnek és attól tartott, hogy a CIA ellene is összeesküvést sző. 1966-ban kiutasította az országból az amerikai Peace Corps tagjait, akiket azzal gyanúsított, hogy ellene szövetkeznek. A szomszédos országokkal, elsősorban Szenegállal és Côte d'Ivoire-al sem volt kapcsolata: kb. félmillió guineai disszidens élt ezekben az országokban, akik közül sokan Touré ellen küzdöttek: ők 1966-ban megalapították a Guineai Nemzeti Felszabadítási Frontot (Front de Libération Nationale de Guinée, FLNG).
1970-ben a Bissau-Guinea területén állomásozó portugál gyarmati hadsereg kisebb egysége, kiegészítve az FLNG harcosaival, partra szálltak Conakry-ban, hogy megdöntsék Touré uralmát. A támadás ebből a szempontból sikertelen maradt, de Touré az elnyomás új eszközeit vetette be megtorlásként: számos politikust, volt minisztert, a katonai felső vezetés tagjait letartóztatta, egyesek a börtönben haltak meg, másokat halálra vagy életfogytig tartó börtönbüntetésre ítéltek (1969 és 1976 között, az Amnesty International becslése szerint, 4000 személyt tartóztattak le, akik közül 2900 nyom nélkül eltűnt). 1976-ban állítólag a Fulani törzs összeesküvését fedezték fel, amely a volt miniszternek és az Afrikai Egységszervezet korábbi főtitkára, Diallo Telli letartóztatásához vezetett, aki a börtönben halt meg.
1977-ben felkelések törtek ki a szigorú korlátozások ellen, amelyek megtiltották az engedély nélküli kereskedést – a zavargásokban három tartományi kormányzó meghalt. Touré ekkor már az elnyomás enyhítésével próbálkozott: egyes intézkedéseket eltöröltek, a száműzötteknek engedélyezte a visszatérést, illetve több száz politikai foglyot szabadon engedtek. A Szovjetunióhoz fűződő kapcsolatait ismét meglazította, mivel nyugati segélyeket és magánbefektetőket akart az országba vonzani.
Idővel azonban Touré ismét elrendelte a feltételezett politikai ellenfelek letartóztatását, illetve internálását. Az egyik legnagyobb tábor Conakry-ban az elnöki testőrség támaszpontjaként szolgáló Camp Boiro volt, ahol becslések szerint 50000 halt meg (többek között Fodéba Keïta volt védelmi miniszter, illetve a már említett Diallo Telli – mindkettőt halálra éheztették).
Ismét több tízezer guineai ellenzéki menekült külföldre.
Miután 1975-ben normalizálta a viszonyt Franciaországgal és a gazdaságban egyre inkább közelített a kapitalista modell felé, a szélsőbaloldal is az ellenzéke lett. 1978-ban Touré hivatalosan is szakított a marxista filozófiával és helyreállította a normális kereskedelmi kapcsolatokat a Nyugattal.
1980-ban választásokat rendeztek Guineában: a nemzetgyűlésbe csak a PDG képviselőire lehetett szavazni, míg az 1982-es elnökválasztásokon Touré ellenfél nélkül győzedelmeskedett, 1982. május 9-én iktatták be negyedik elnöki hivatalába. Még abban a hónapban elfogadták az új alkotmányt, és Touré júniusban az Egyesült Államokba látogatott, hogy az ország ásványkincseinek kitermeléséhez partnereket és befektetőket keressen. 1983-ban további gazdasági liberalizációs intézkedéseket jelentett be.
1984. március 25-én Szaud-Arábiába látogatott, ahol rosszul lett. Még aznap sietve az Egyesült Államokba szállították, ahol másnap, az Ohio állambeli Cleveland egyik klinikáján meghalt.

## Utódlása
Touré halála után az alkotmány értelmében a miniszterelnök, Louis Lansana Béavogui lett az ideiglenes elnök a 45 nappal később megtartandó választásokig. Touré utódát a PDG politbürója készült kiválasztani, azonban őket megelőzve, április 3-án a hadsereg átvette a hatalmat. Lansana Conté ezredes április 5-én kinevezte magát elnöknek, felfüggesztette az alkotmányt, feloszlatta a nemzetgyűlést és Touré utolsó éveit "véres és könyörtelen" diktatúrának nevezte. Guinea kormányzását a Nemzeti Helyreállítás Katonai Tanácsa (Comité Militaire de Redressement National, CMRN) vette át. Az első intézkedések egyikeként kb. 1000 politikai foglyot engedtek szabadon.
1985-ben Conté ezredes egy állítólagos puccs ürügyén Touré több régi harcostársától és támogatójától , többek között Ismael Touré, Seydou Keita, Siaka Touré (Camp Boiro volt parancsnoka) és Moussa Diakité, megszabadult. Conté 2008-as haláláig maradt uralmon, utána lassan megindult a demokratizálódás folyamata. 2010. november 16-án iktatták be Guinea első, demokratikusan megválasztott elnökét, Alpha Condé-t.

## Fordítás
- Ez a szócikk részben vagy egészben  az   Ahmed Sékou Touré című angol Wikipédia-szócikk fordításán alapul.  Az eredeti cikk szerkesztőit annak laptörténete sorolja fel. Ez a jelzés csupán a megfogalmazás eredetét és a szerzői jogokat jelzi, nem szolgál a cikkben szereplő információk forrásmegjelöléseként.